# Tripping Daisy

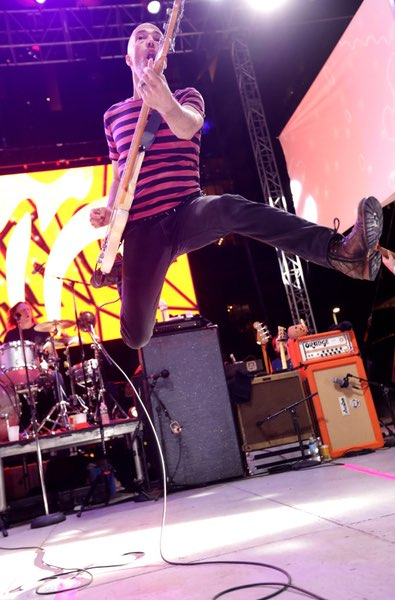
Mark pirro des Tripping Daisy en 2017

Tripping Daisy est un groupe de rock formé à Dallas en 1990. Ce groupe est surtout connu pour son tube, I Got A Girl (en), extrait de l'album I Am An Elastic Firecracker (en) (1995), qui fut un succès aux États-Unis et en Europe. Le groupe se sépare en 1999 à la mort du guitariste et leader du groupe, Wes Berggren par overdose. Après la séparation du groupe, une partie des membres se retrouvent au sein du groupe The Polyphonic Spree.

## Discographie
Albums:
- Bill - 1992
- I Am An Elastic Firecracker - 1995
- Jesus Hits Like The Atom Bomb - 1998
- Tripping Daisy - 2000